# Rhododendron eriocarpum
Rhododendron eriocarpum är en ljungväxtart som först beskrevs av Bunzo Hayata, och fick sitt nu gällande namn av Takenoshin Nakai. Rhododendron eriocarpum ingår i släktet rododendron, och familjen ljungväxter. Utöver nominatformen finns också underarten R. e. tawadae.

## Bildgalleri

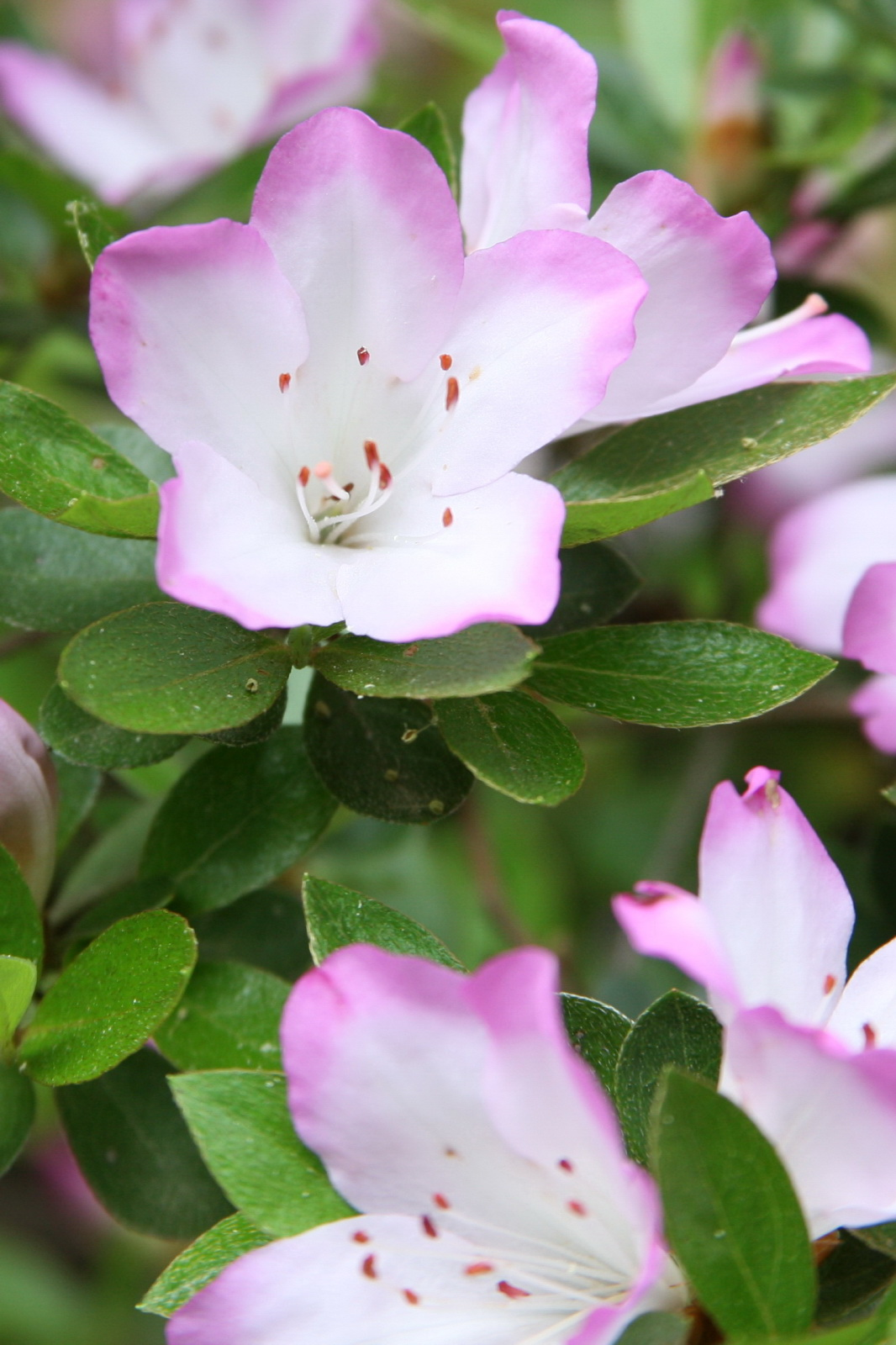
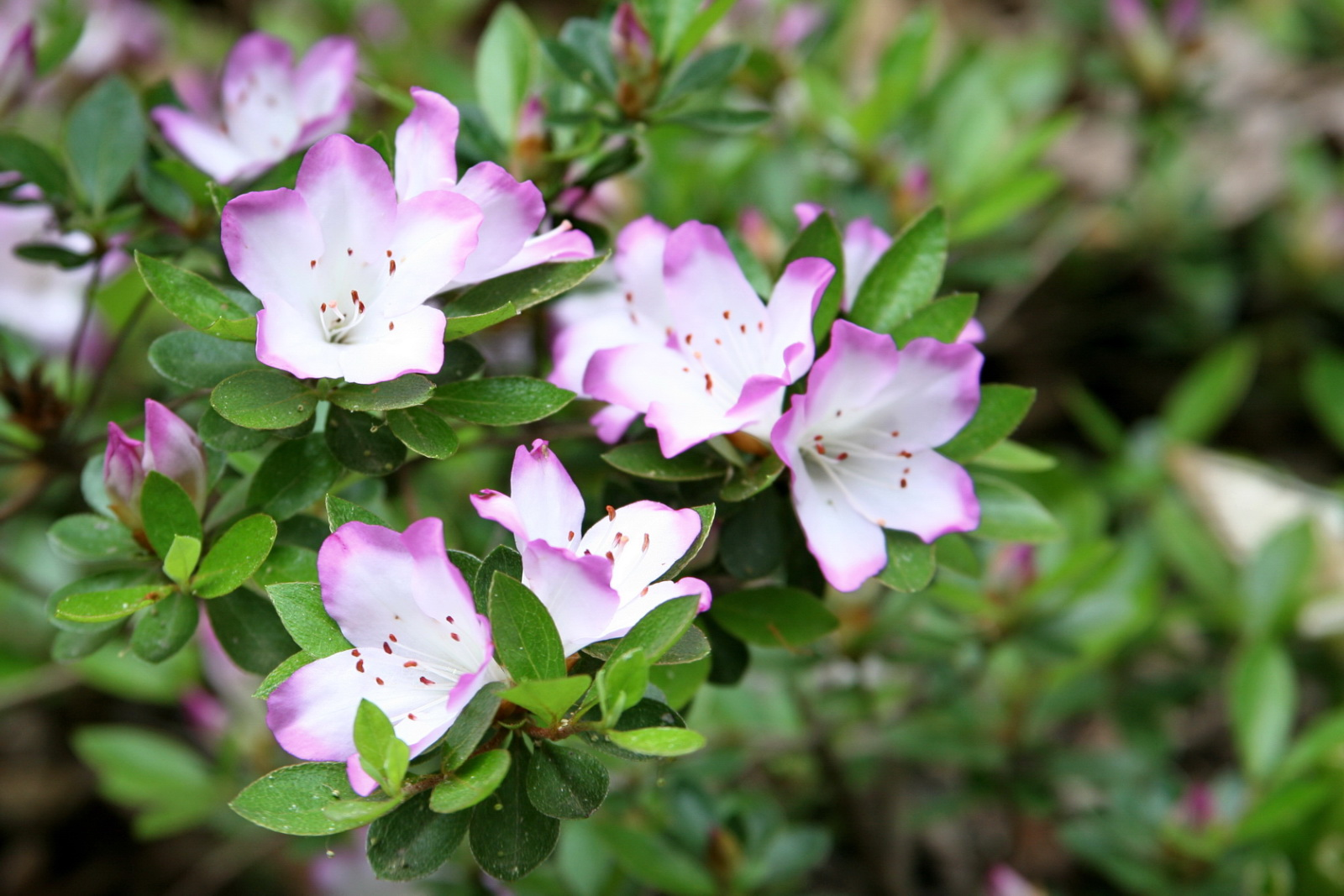
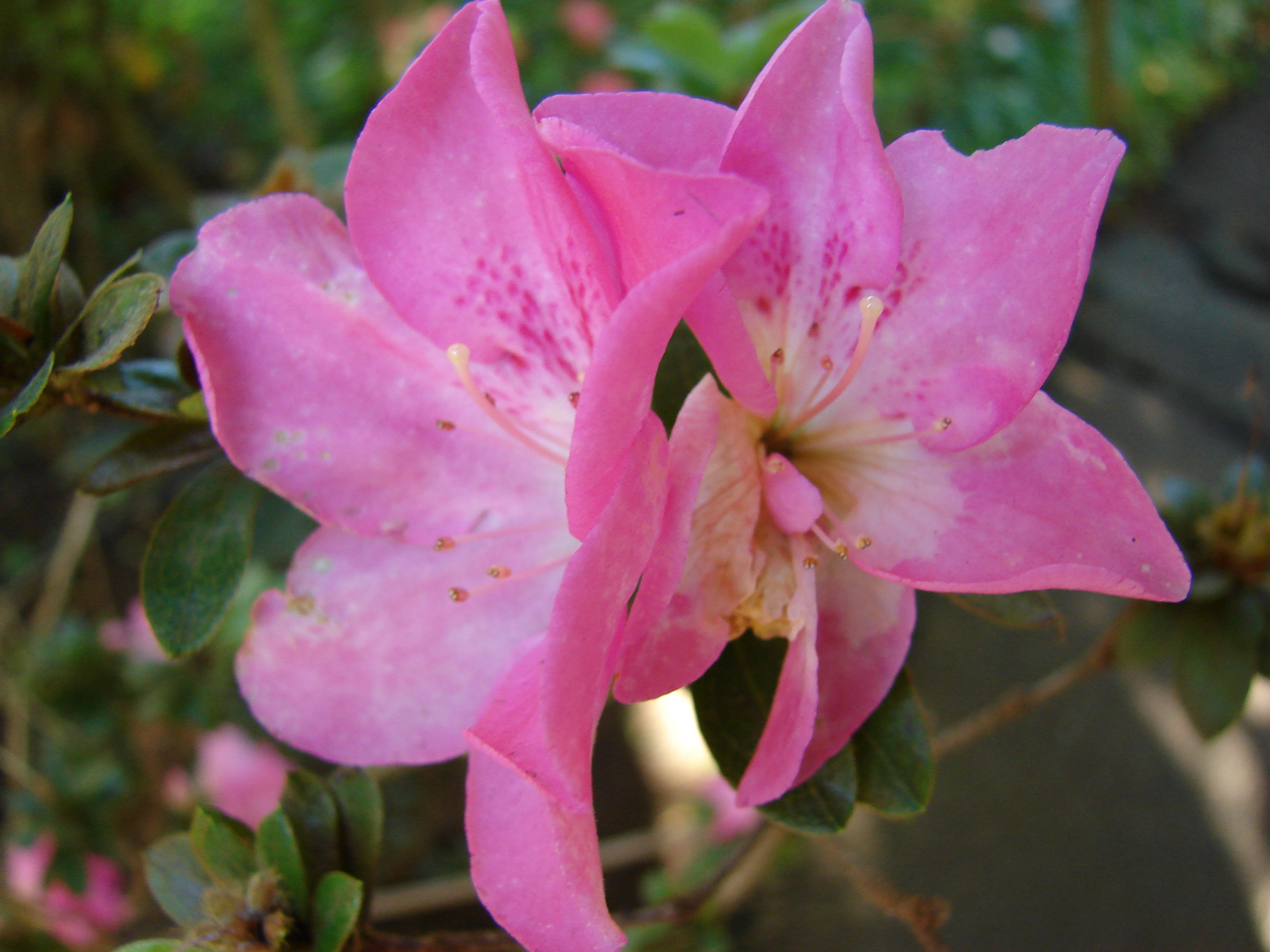
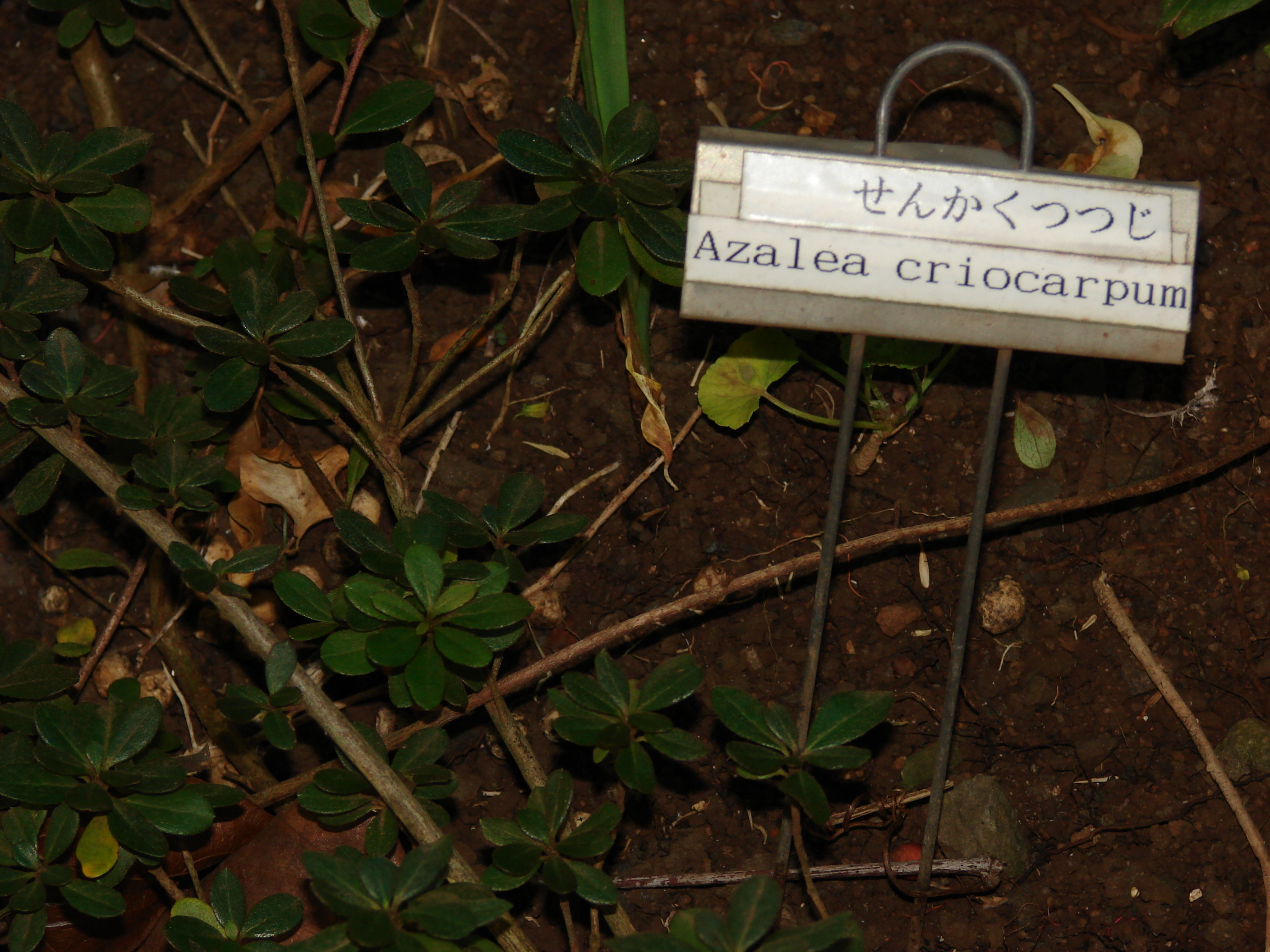